# Przypowieść o synu marnotrawnym

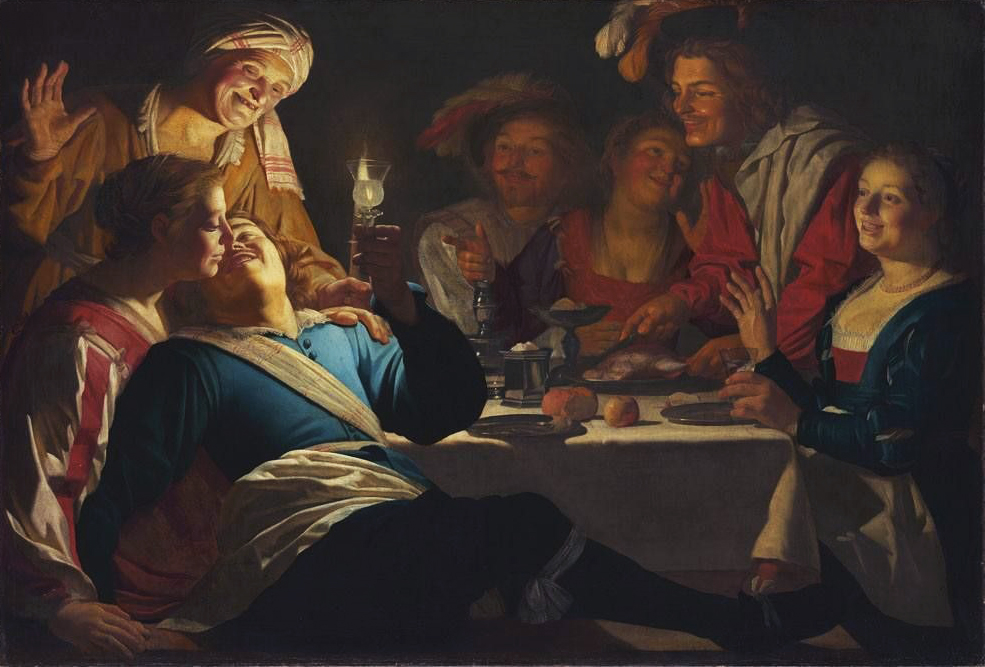
Gerard van Honthorst, Syn marnotrawny (1623)

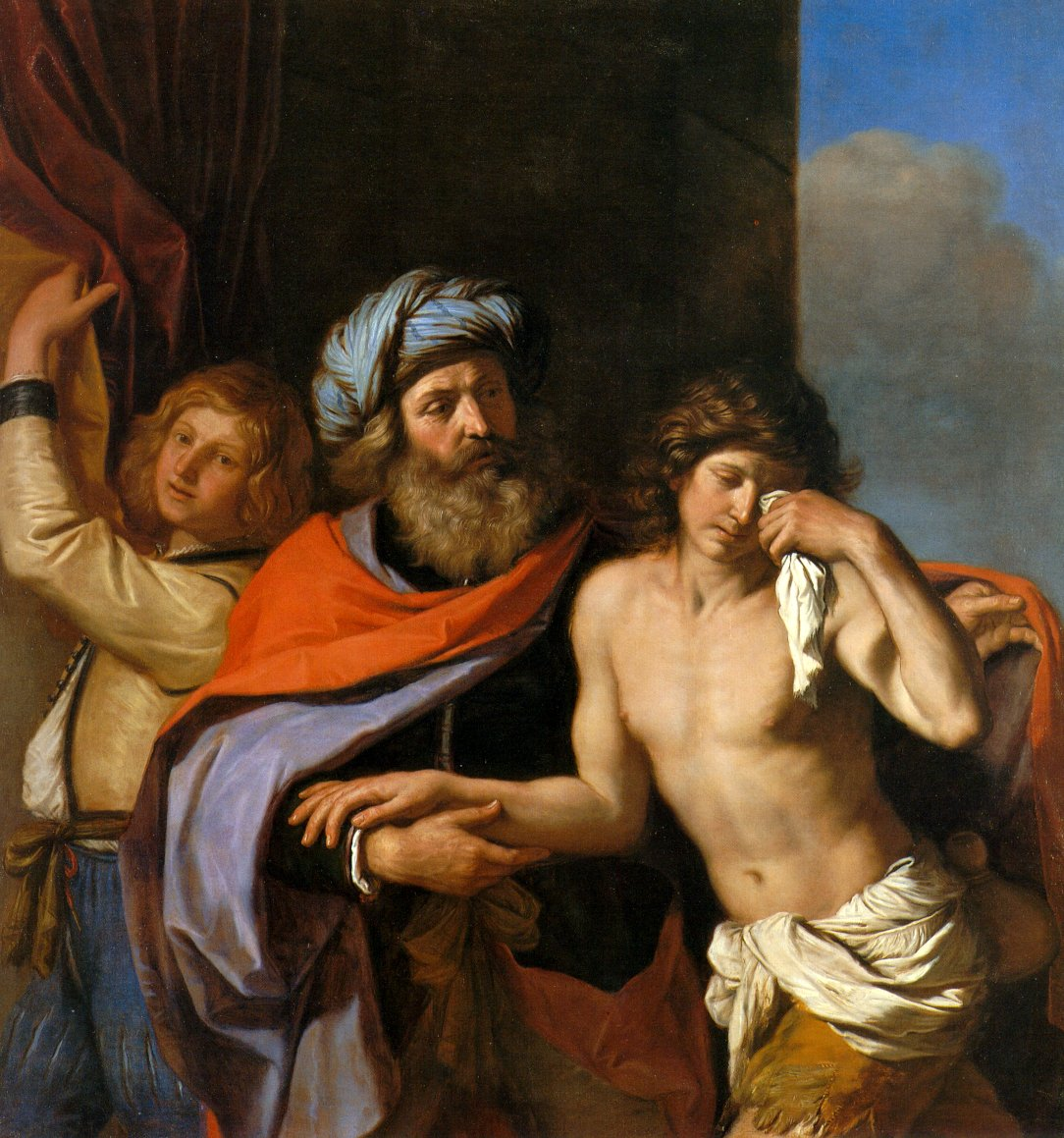
Guercino, Powrót syna marnotrawnego (1654-55)

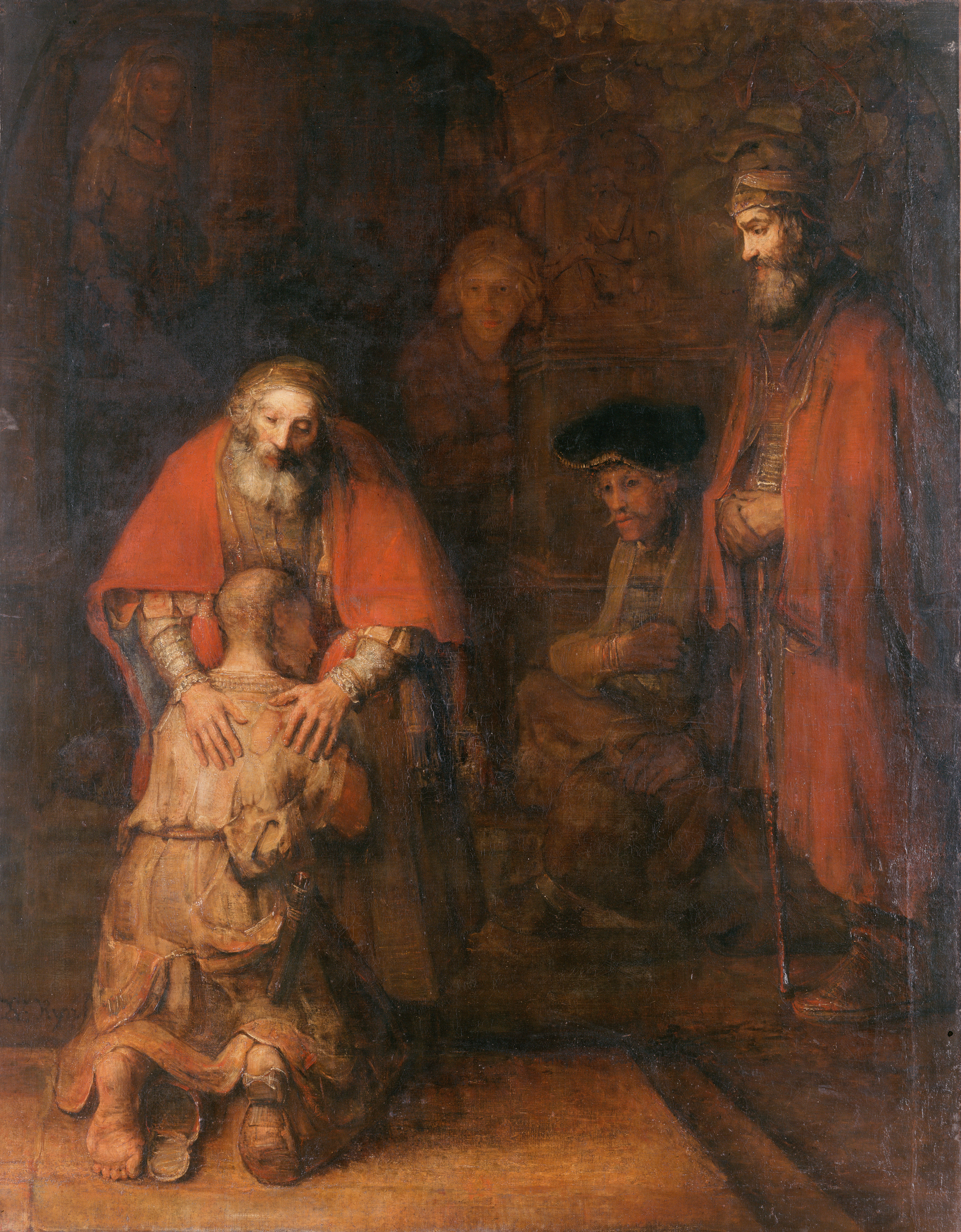
Rembrandt, Powrót syna marnotrawnego (1668)

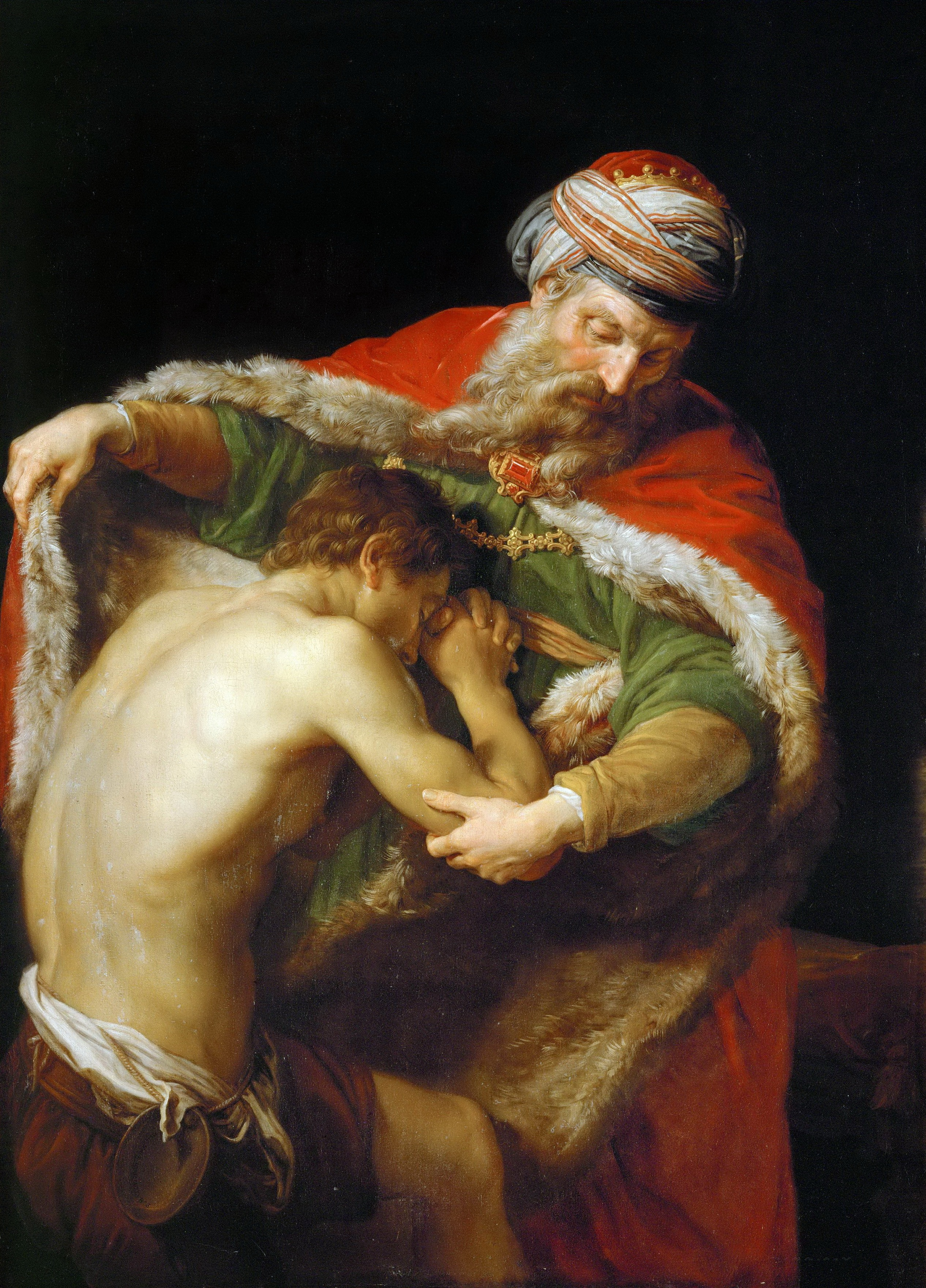
Pompeo Batoni, Powrót syna marnotrawnego (1773)

Przypowieść o synu marnotrawnym (lub Przypowieść o miłosiernym ojcu) – przypowieść nowotestamentowa, przedstawiona w Ewangelii według św. Łukasza (15,11-32).
Przypowieść ta, opowiedziana przez Chrystusa, pokazuje, czym jest miłosierdzie. Młodszy syn utracił łaskę, złamał przymierze miłości, utracił godność, a jednak doznał od ojca aktu miłosierdzia, ponieważ uznał swoją grzeszność i przyznał się do popełnionego błędu.

## Treść (znaczenie dosłowne przypowieści)
Ojciec miał dwóch synów. Młodszy poprosił ojca o przynależną mu cześć majątku i opuścił dom. Wszystko jednak roztrwonił, żyjąc rozrzutnie i zaczął cierpieć niedostatek. W krainie, w której przebywał, nastał głód. Zapragnął wówczas pożywić się czymkolwiek, choćby tym, co jadły świnie czyli strąkami. A więc został świniopasem (dla Żydów było to najbardziej hańbiące zajęcie, gdyż świnie uważali za nieczyste). Ale nawet tego nikt mu nie chciał dać. Wtedy pomyślał sobie: „Iluż to najemników mojego ojca ma pod dostatkiem chleba, a ja tu z głodu ginę!”. Postanowił wówczas wrócić do ojca, przyznać, że zgrzeszył przeciw niemu i Bogu, i prosić, żeby uczynił go choćby jednym z najemników. Kiedy tylko ojciec ujrzał wracającego do domu syna, wzruszył się, rzucił mu się na szyję i ucałował. Syn przyznał się do winy, a ojciec kazał swym sługom przynieść najlepszą szatę którą mieli, pierścień na ręce i sandały na nogi, i wyprawić ucztę, by wszyscy mogli radować się z powodu jego powrotu. W ten czas starszy syn przebywał na polu. Gdy wracał usłyszał muzykę dobiegającą z jego domu. Zapytał się więc sługi, dlaczego jest tak głośno. On odpowiedział mu, że jego brat przybył i ojciec kazał zabić utuczone cielę i wyprawić ucztę. Wtedy drugi syn, gdy to usłyszał oburzył się, ponieważ cały czas trwał przy ojcu i pomagał mu gdy on potrzebował pomocy. Czuł się więc niedoceniony i niepotrzebny, jednakże ojciec pouczył starszego syna, by cieszył się z powrotu brata, który był umarły, a znów ożył, zaginął, a odnalazł się.

## Przypowieść o synu marnotrawnym w malarstwie
- Hieronim Bosch – Syn marnotrawny, ok. 1510, Museum Boymans-van Beuningen – Rotterdam
- Jan Sanders van Hemessen – Syn marnotrawny, 1536, Musées Royaux des Beaux-Arts – Bruksela
- Jan Sanders van Hemessen – Syn marnotrawny, ok. 1540, Gemaeldegalerie – Berlin
- Peter Paul Rubens – Powrót syna marnotrawnego, 1618, Koninklijk Museum voor Schone Kunsten – Antwerpia
- Guercino – Powrót syna marnotrawnego, 1619, Kunsthistirisches Museum – Wiedeń
- Guercino – Powrót syna marnotrawnego, 1654-55, Timker Museum of Art – San Diego
- Gerrit van Honthorst – Syn marnotrawny, 1623, Alte Pinakothek – Monachium
- Gerrit van Honthorst – Syn marnotrawny, 1623, Staatsgalerie – Schleissheim
- Rembrandt van Rijn – Autoportret z Saskią w scenie z synem marnotrawnym w tawernie, ok. 1635, Gemaeldegalerie – Drezno
- Rembrandt van Rijn – Powrót syna marnotrawnego, 1668, Ermitaż – St. Petersburg
- Govert Flinck – Powrót syna marnotrawnego, ok. 1640, North Carolina Museum of Art. – Raleigh
- Salvator Rosa – Syn marnotrawny, 1640, Ermitaż – St. Petersburg
- Gabriël Metsu – Syn marnotrawny, 1640, Ermitaż – St. Petersburg
- David Teniers II – Syn marnotrawny, ok. 1640, Institute of Art – Minneapolis
- Bartolomé Esteban Murillo – Przypowieść o synu marnotrawnym, ok. 1660,

(6 obrazów), Narodowa Galeria Irlandii – Dublin
- Bartolomé Esteban Murillo – Powrót syna marnotrawnego, 1667-7, National Gallery of Art – Waszyngton
- Jan Weenix – Syn marnotrawny, 1668, Residenzgalerie – Salzburg
- Pier Leone Ghezzi – Syn marnotrawny, 1720-30, Minneapolis Institute of Art. – Minneapolis
- Petr Brandl – Powrót syna marnotrawnego, ok. 1730, Museum of Fine Arts – Boston
- Paul Troger – Powrót syna marnotrawnego, 1735, Luwr – Paryż
- Pompeo Batoni – Powrót syna marnotrawnego, Galleria Sabauda – Turyn
- Pompeo Batoni – Powrót syna marnotrawnego, ok. 1770, Pałac Wielki – Pawłowsk
- Pompeo Batoni – Powrót syna marnotrawnego, 1773, Kunsthistorisches Museum – Wiedeń
- Pierre Puvis de Chavannes – Syn marnotrawny, ok. 1879, National Gallery of Art

## Przypowieść o synu marnotrawnym w muzyce
- opera Syn marnotrawny (1880) Amilcare Ponchiellego
- kantata Le retour de l’enfant prodigue (1917) Dariusa Milhauda
- balet Syn marnotrawny (1929) Siergieja Prokofjewa
- piosenka Syn marnotrawny z albumu Wojna postu z karnawałem (1992) Jacka Kaczmarskiego, Przemysława Gintrowskiego i Zbigniewa Łapińskiego

## Przypowieść o synu marnotrawnym w filmie
- L’Enfant prodigue – francuski film niemy z 1907 roku
- L’Enfant prodigue – francuski film niemy z 1916 roku
- Syn marnotrawny – amerykański film z 1955 roku